# Carlo III Borromeo
Carlo III Borromeo, III marchese di Angera (Milano, 1586 – Milano, 28 febbraio 1652), è stato un nobile e mecenate italiano, importante esponente della famiglia Borromeo.

## Biografia

### Giovinezza
Figlio di Renato I Borromeo e di Ersilia Farnese, Carlo nacque a Milano. Suo padre era cugino di primo grado di San Carlo Borromeo e fratello quindi del cardinale Federigo Borromeo, mentre sua madre era diretta discendente di papa Paolo III, suo trisavolo, tramite il figlio illegittimo avuto da questi e posto al governo del ducato di Parma.
Dopo la morte di suo padre nel 1608, questi venne succeduto dal figlio primogenito Giovanni per breve tempo dal momento che, morendo senza figli, questi lasciò il posto a Carlo nel 1613.

### Matrimonio
L'8 febbraio 1612, Carlo sposò la contessa Isabella d'Adda, figlia del conte Ercole e già vedova del conte Carlo Barbiano di Belgiojoso. Dopo la morte di Carlo III, Isabella si ritirò come monaca nel Monastero della visitazione di Arona dove morì nel 1658.

### Palazzo Borromeo

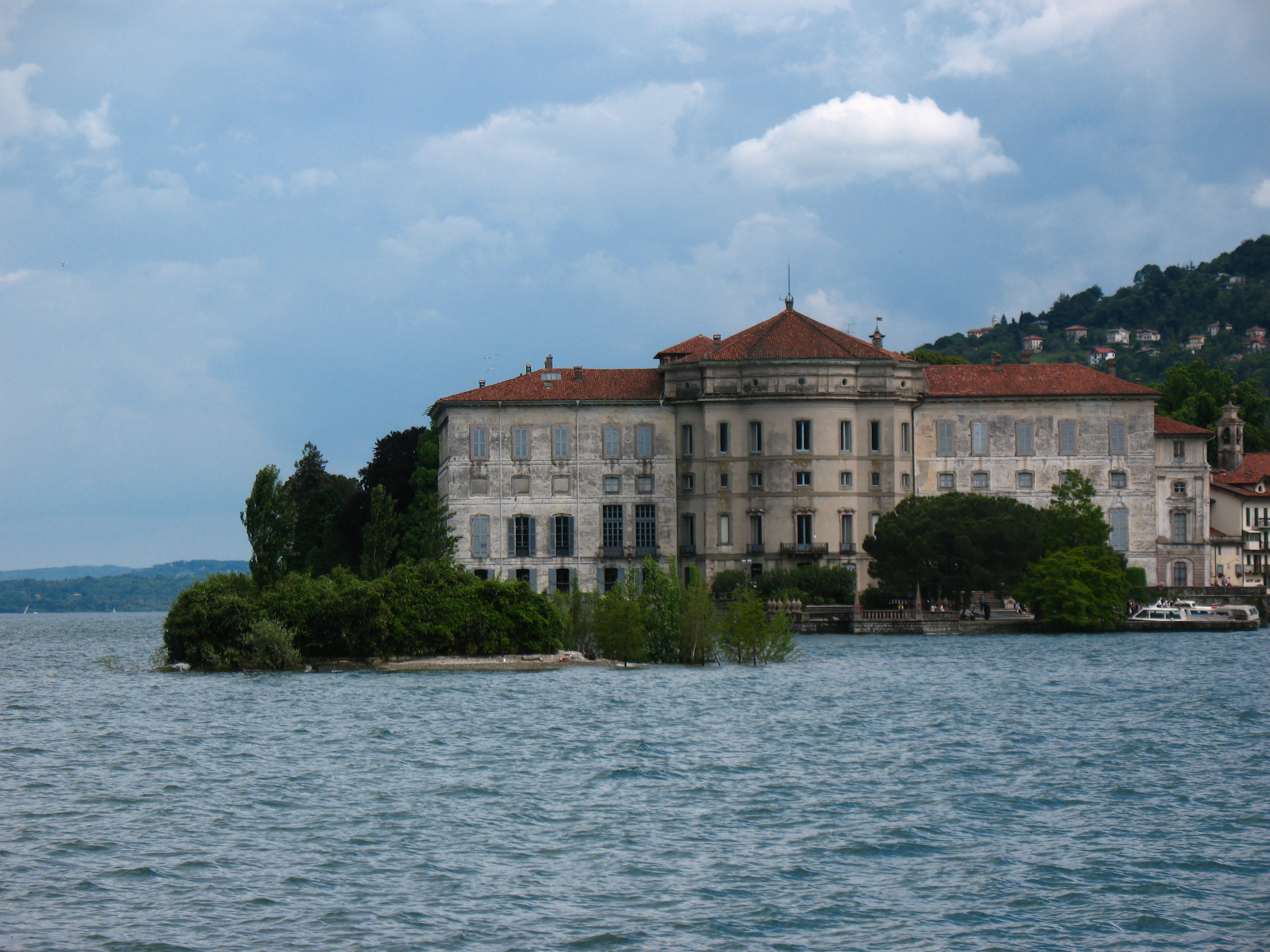
Palazzo Borromeo sull'Isola Bella oggi

Nel 1632 dedicò alla moglie la contessa Isabella D'Adda la costruzione di un palazzo principesco su una delle isole del Lago Maggiore di sua proprietà: il risultato fu la creazione del Palazzo Borromeo dell'Isola Bella che fu da lui commissionato per progetto all'architetto milanese Angelo Crivelli che ne prese anche la direzione dei lavori. L'edificazione del palazzo venne interrotta pochi decenni dopo per lo scoppio dell'epidemia della peste, lasciando la struttura perlopiù incompiuta. Il progetto venne completato nella seconda metà del secolo dal figlio Vitaliano VI.

### Morte
Morì a Milano il 28 febbraio 1652.

## Discendenza
Carlo sposò la contessa Isabella d'Adda, già vedova del conte Carlo Barbiano. Insieme la coppia ebbe i seguenti figli:
- Giberto (1615-1672), cardinale
- Renato (1618-1685), marchese di Arona, sposò Giulia Arese
- Vitaliano (1620-1690), marchese di Arona

## Ascendenza
|                        |                    |                            | Genitori                  |  |  | Nonni |  |  | Bisnonni          |  |  | Trisnonni        |  |
|                        |                    |                            |                           |  |  |       |  |  | Federico Borromeo |  |  | Giberto Borromeo |  |
|                        |                    |                            |                           |  |  |       |  |  | Federico Borromeo |  |  | Giberto Borromeo |  |
|                        |                    | Margherita di Brandeburgo  |                           |  |  |       |  |  | Federico Borromeo |  |  |                  |  |
| Giulio Cesare Borromeo |                    |                            |                           |  |  |       |  |  | Federico Borromeo |  |  |                  |  |
|                        |                    | Veronica Visconti di Somma | Galeazzo Viscontidi Somma |  |  |       |  |  |                   |  |  |                  |  |
|                        |                    | Veronica Visconti di Somma | Galeazzo Viscontidi Somma |  |  |       |  |  |                   |  |  |                  |  |
|                        |                    | Veronica Visconti di Somma | Antonia Mauruzi           |  |  |       |  |  |                   |  |  |                  |  |
| Renato I Borromeo      |                    | Veronica Visconti di Somma |                           |  |  |       |  |  |                   |  |  |                  |  |
|                        |                    | Renato Trivulzio           | Francesco Trivulzio       |  |  |       |  |  |                   |  |  |                  |  |
|                        |                    | Renato Trivulzio           | Francesco Trivulzio       |  |  |       |  |  |                   |  |  |                  |  |
|                        |                    | Renato Trivulzio           | Margherita Grassi         |  |  |       |  |  |                   |  |  |                  |  |
| Margherita Trivulzio   |                    | Renato Trivulzio           |                           |  |  |       |  |  |                   |  |  |                  |  |
|                        |                    | Isabella Borromeo          | Lancillotto Borromeo      |  |  |       |  |  |                   |  |  |                  |  |
|                        |                    | Isabella Borromeo          | Lancillotto Borromeo      |  |  |       |  |  |                   |  |  |                  |  |
|                        |                    | Isabella Borromeo          | Lucia Adorno              |  |  |       |  |  |                   |  |  |                  |  |
| Carlo III Borromeo     |                    | Isabella Borromeo          |                           |  |  |       |  |  |                   |  |  |                  |  |
|                        | Pier Luigi Farnese | Paolo III                  |                           |  |  |       |  |  |                   |  |  |                  |  |
|                        | Pier Luigi Farnese | Paolo III                  |                           |  |  |       |  |  |                   |  |  |                  |  |
|                        | Pier Luigi Farnese | Silvia Ruffini             |                           |  |  |       |  |  |                   |  |  |                  |  |
| Ottavio Farnese        | Pier Luigi Farnese |                            |                           |  |  |       |  |  |                   |  |  |                  |  |
|                        |                    | Gerolama Orsini            | Ludovico Orsini           |  |  |       |  |  |                   |  |  |                  |  |
|                        |                    | Gerolama Orsini            | Ludovico Orsini           |  |  |       |  |  |                   |  |  |                  |  |
|                        |                    | Gerolama Orsini            | Giulia Conti              |  |  |       |  |  |                   |  |  |                  |  |
| Ersilia Farnese        |                    | Gerolama Orsini            |                           |  |  |       |  |  |                   |  |  |                  |  |
|                        |                    | …                          | …                         |  |  |       |  |  |                   |  |  |                  |  |
|                        |                    | …                          | …                         |  |  |       |  |  |                   |  |  |                  |  |
|                        |                    | …                          | …                         |  |  |       |  |  |                   |  |  |                  |  |
| …                      |                    | …                          |                           |  |  |       |  |  |                   |  |  |                  |  |
|                        |                    | …                          | …                         |  |  |       |  |  |                   |  |  |                  |  |
|                        |                    | …                          | …                         |  |  |       |  |  |                   |  |  |                  |  |
|                        |                    | …                          | …                         |  |  |       |  |  |                   |  |  |                  |  |
|                        |                    | …                          |                           |  |  |       |  |  |                   |  |  |                  |  |